# Castegnato
Castegnato är en ort och kommun i provinsen Brescia i regionen Lombardiet i Italien. Kommunen hade 8 532 invånare (2018).